# Дружба (учения, 1983)
«Дружба-83» — общевойсковые учения СССР и стран Варшавского договора, проводившиеся в 1983 году. При том что Организация Варшавского договора официально уведомила страны Запада о проведении учений «Дружба-82», о проведении учений «Дружба-83» не сообщалось.

## Подоплёка
В 1983 г. исполнялось 40-летие Войска Польского (восстановленного в СССР), к чему и были приурочены учения. К учениям, в Польше была выпущена юбилейная медаль.

## Оценки
Ежегодный отчёт «СССР: Факты и цифры» за 1984 год, под редакцией проф. Джона Л. Шерера, называет датой учений 14 — 19 февраля, а местом их проведения — Чехословакию. Среди участников учений — советские, чешские и венгерские войска.
Среди более поздних оценок можно отметить американского военного историка, в прошлом офицера Штаба верховного главнокомандующего объединенными вооружёнными силами в Европе, полковник Дуглас Макгрегор, называет датой учений 10 — 11 марта, а местом проведения — Польшу. Среди участников учений он отмечает Вооружённые Силы СССР и восточно-немецкую Национальную народную армию.
Руководитель оперативного отдела управления планирования НАТО Диего Руиз Палмер называет местом проведения «Дружбы-82», «Дружбы-83», «Дружбы-84» и «Дружбы-86» Чехословакию. К участниками всех четырёх учений он причисляет Венгерские Вооружённые силы, Чехословацкую Народную Армию и Центральную группу войск Советских Вооружённых Сил.
По мнению немецкого исследователя из Центра европейских стратегий безопасности (CESS), д-р Франка Умбаха, от учений «Запад-81» и «Юг-82», «Дружба-83» отличались главным образом тем, что в них обыгрывался ядерный сценарий. По мнению другого немецкого исследователя из Института военной истории ГДР в Потсдаме, д-ра Рюдигера Венцке, на учениях «Дружба-83» отрабатывались новые тактические упражнения, новые способы боевых действий в условиях центральноевропейского театра военных действий.